# Démétrios Galanis
Demetrios Emmanuel Galanis, dit aussi Démétrius-Emmanuel Galanis, (en grec moderne : Δημήτριος Γαλάνης), est un peintre et graveur grec naturalisé français né à Kými (île d'Eubée, Grèce) le 17 mai 1879 et mort à Athènes le 20 mars 1966,.
D'abord dessinateur satirique, puis paysagiste, il s'est ensuite consacré à la gravure.

## Biographie
Demetrios Galanis entre dans l’atelier de Fernand Cormon à École des beaux-arts de Paris en 1900. Il collabore dans des journaux comiques ou satiriques français, tels que L'Assiette au Beurre, Le Cri de Paris, Gil Blas, Le Rire, Le Canard Sauvage, Le Témoin, et allemands, comme Simplicissimus, Lustige Blätter, où collabore également Pascin, qu’il présentera aux journaux français lors de son arrivée à Paris en 1907. Pour ces journaux, il dresse un vaste panorama des lieux de plaisirs parisiens. Parallèlement, Galanis réalise des affiches publicitaires.
Dès 1904, il expose au Salon de la Société nationale des beaux-arts, puis au Salon d’automne, au Salon des humoristes et au Salon des indépendants.
À Paris, Galanis fréquente les milieux intellectuels et rencontre Jean Moréas, André Derain, Henri Matisse et Aristide Maillol. Son esthétique est plus proche de celle de Maillol que de Matisse. Il est le premier artiste d'origine grecque à être reconnu comme un membre à part entière de l'avant-garde européenne. En 1912, il participe avec les cubistes à l’exposition de la Section d’Or. Son œuvre peint est essentiellement composé de paysages, surtout du Midi, et de natures mortes, dont il expose trois numéros au Salon des indépendants de 1914. Lors de la Première Guerre mondiale, il s’engage dans la Légion étrangère et, à Corfou, il acquiert la nationalité française.
À son retour, Galanis abandonne le dessin de presse et s’adonne à la gravure. D’abord la xylogravure puis les eaux-fortes. Pour la gravure sur bois, il use d’une technique des illustrateurs du XIXe siècle : le vélo, burin à deux ou six tranchants permettant de tracer simultanément deux ou six lignes parallèles.
En 1920, année durant laquelle il achève son Nu assis, il participe à une exposition aux côtés d'autres tenants de l'art moderne tels que Matisse et Georges Braque et en 1921 avec Juan Gris, Raoul Dufy, Marc Chagall et Pablo Picasso.
Au début des années 1920, très connu en France, Galanis prépare des représentations à Bruxelles, Londres et New York. En 1922, une première exposition personnelle lui est consacré à la galerie La Licorne et soulève l'enthousiasme des critiques et conforte sa réputation. Le Nu assis est parmi les œuvres exposées. Dans sa préface du catalogue de l'exposition, André Malraux décrit son travail comme « étant capable de provoquer des émotions comparables à celles de Giotto ».
En 1922, la presse parisienne (Le Crapouillot) rend compte de l’exposition des artistes Constant Le Breton, Jean Lébédeff, Paul Hermann, Roger-Maurice Grillon, Jacques Beltrand, Robert Bonfils, Louis Bouquet, Paul-Émile Colin, Georges Gimel, Démétrios Galanis, Carlègle, André Deslignères et de leurs bois gravés à la galerie Le Nouvel Essor, qui précède leur accrochage commun, au début de l’année 1923, au Salon de la Société de la gravure sur bois originale, au pavillon de Marsan.
Pour l'Exposition universelle de 1937 à Paris, Galanis réalise quatre timbres au type « Génie » qui furent émis le 15 septembre 1936.
En 1942 et 1943, il compose pour Sacha Guitry, qu'il rencontre à cette occasion, les vignettes, lettrines, bandeaux et autres gravures de son album 1429-1942 : De Jeanne d'Arc à Philippe Pétain, catalogue des gloires françaises, historiques et artistiques, publié en 1944.
Professeur aux Beaux-Arts de Paris, il est élu membre de l'Académie des beaux-arts en 1945.
Son fils unique Jean-Sébastien Galanis, enseigne de vaisseau, engagé dans la France libre, disparaît en mer sur le cargo Lisieux le 27 novembre 1940.
Domicilié à Paris, 12, rue Cortot, Démétrios Galanis meurt le 20 mars 1966 à Athènes. Fanny, son épouse, meurt l'année suivante.

## Œuvre
Pour l’œuvre gravé de Galanis, Janine Bailly-Herzberg a recensé des gravures sur bois, eaux-fortes, manières noires et monotypes.

### Expositions
- Salon d'automne section livres en 1920, 1921, 1923, et 1929.
- Salon d'automne en 1947.
- Salon de la Société des artistes décorateurs en 1922 et 1947.
- Salon de la Société de la gravure sur bois originale en 1922[14].
- Salon des Tuileries en 1926.
- Salon de la Société des peintres-graveurs français en 1936.

### Illustrations (chronologie)
Démétrios Galanis a illustré de plus de cent livres de bibliophilie.
- Francis Jammes, Le Deuil des primevères, G. Crès, 1920, 188 p.
- Gérard de Nerval, Les Nuits d'octobre, Nouvelle revue française, 1920, 79 p.
- Jane Hugard, Joies et Peines Mes compagnes : poèmes, 1922, 250 ex.
- André Suarès, Le Bouclier du Zodiaque, Illustré de 4 gravures et de nombreux ornements sur bois, Paris, Éditions de la nouvelle revue française, 1920, 440 exemplaires.
- Paul Morand, Rien que la Terre, 1926[15].
- André Gide, Le Roi Candaule, 10 compositions gravées sur cuivre, Paris, Éditions Aux Aldes, 1927.
- Alain-Fournier, Le Grand Meaulnes, 65 eaux-fortes, Paris, N.R.F, Gallimard, 1927.
- Marcel Arland,  Édith, éditions Stock, 1929.
- André Gide, Les Nourritures terrestres, 1930.
- Buffon (1707-1788), Histoire naturelle, Éditions Les Frères Gonin, 1939.
- Gabriel de Guilleragues (attribution), Lettres portugaises, nouvelle édition avec une introduction de Jean-Aubry, Paris, chez Émile-Paul Frères, 1941.
- Geneviève Fauconnier, Pastorale, 15 compositions, in 16e, 2500 exemplaires, Stock, 1942, 386 p.
- Martial de Brives, Les Louanges et les Bénédictions tirées du Parnasse séraphique de Martial de Brives, R.P. Capucin avec des figures et des ornements gravés sur bois par D. Galanis, Marseille, Robert Laffont, 1943, XLVIII p.
- Marcel Arland, Terre natale, NRF, 1945, 230 p.
- Prosper Mérimée, Carmen, Éditions Littéraires de France, 1945, 166 p.
- François Mauriac, Thérèse Desqueyroux, éditions André Sauret, 1950 (série du Grand prix des Meilleurs romans du demi-siècle).

## Publications
- La géométrie du compas, in Arts et Métiers graphiques no 30 du 15 novembre 1933, p. 56-58

## Élèves
- Jean-Marie Granier (1922-2007)